# Adeline Wrona
 (mars 2022).
Adeline Wrona est une enseignante-chercheuse française spécialisée dans la communication. Elle est connue pour ses travaux sur la littérature du XIXe siècle et sur l’œuvre d’Émile de Girardin.

## Carrière
Élève de l’ENS (Ulm), agrégée de Lettres modernes, Adeline Wrona étudie d'abord la littérature du XIXe siècle : en 1997, elle assure l'édition scientifique des Lettres de George Sand, ainsi que l'édition de Bel-ami de Maupassant. En 2011, elle participe à la réédition de Germinal et publie un recueil d'articles de Zola,,. Elle travaille sur Le journal d'un homme de trop, de Tourgueniev, et sur Charles Demailly, des frères Goncourt, dont elle fait une « intéressante présentation »).
En 1999, elle soutient une thèse sur Le désir d'épopée : vitalité d'un genre littéraire au XIXe siècle, à travers les Rougon-Macquart d'Émile Zola (sous la direction de Philippe Hamon) à l’Université de la Sorbonne Nouvelle. En 2000, elle est élue maitresse de conférences au CELSA (Sorbonne Université)[réf. souhaitée].
Elle oriente sa carrière vers l’étude des médias et des formes journalistiques. En 2010, elle est habilitée à diriger les recherches en présentant un dossier sur Écrire pour lier : figures de l'individu collectif, entre littérature et communication[source insuffisante]. En 2011 elle est élue professeure des universités[source secondaire souhaitée]. En 2013, elle dirige le master « Journalisme » du CELSA[source secondaire souhaitée].
Responsable du thème « Formes et écritures médiatiques » du GRIPIC, le laboratoire de recherche en communication de la Sorbonne, elle en prend la direction de 2013 à 2018,.
De 2007 à 2011, elle est membre du Conseil national des universités (CNU, 71e section).
Depuis 2020, elle dirige l'École doctorale « Concepts et langages » de Sorbonne Université.

## Réception critique
En 2011, pour son étude sur Zola et le journalisme, elle publie ses chroniques conservées dans les collections de la BNF.
En 2012, elle publie une étude historique sur le portrait et ce qu'elle appelle la « portraitomanie » qui, pour certains, est « exemplaire : l’approche est à la fois historique et informative, replaçant fort justement Zola journaliste dans les pratiques commerciales de la presse française ». « L’ouvrage s’impose indéniablement par l’originalité du dialogue qui est instauré ici entre le littéraire et le journalistique, en particulier dans tous les chapitres centrés sur le XIXe siècle, toujours plaisants et admirablement informés. » Son étude est citée par Le Monde dans un article sur la place des photos dans la recherche d'emploi et dans Libération sur la démarche (« remonter aussi loin que possible pour redescendre ensuite au plus près d'aujourd'hui »).
En 2015, son travail sur Zola est qualifié de « penetrating study of the role of the press within the novel, enhanced by cross references to Zola’s own newspaper articles of 1869. »
En 2017, elle se lance dans l'étude d'un corpus numérisé de lettres manuscrites de Girardin. En 2024, elle publie sa biographie, qualifiée d'« élégante » par Jacques de Saint Victor dans le Figaro.

## Publications
- Adeline Wrona et Marie-Ève Thérenty, L'écrivain comme marque[16],[17],[18],[19], Paris, Presses universitaires de Paris-Sorbonne, coll. « Lettres françaises », 2020 (ISBN 979-10-231-0648-0)
- Adeline Wrona et Alexis Lévrier, Matière et esprit du journal : Du Mercure galant à Twitter[20],[21],[22], Presses universitaires de Paris-Sorbonne, coll. « Histoire de l'imprimé », 2013, 312 p. (ISBN 978-2-84050-881-6)
- Adeline Wrona (préf. Yves Jeanneret), Face au portrait : De Sainte-Beuve à Facebook[11],[23],[24], Hermann, coll. « Lettres françaises », 2012 (ISBN 979-10-231-0648-0)
- Adeline Wrona, Zola journaliste, articles et chroniques : choix de textes, présentation, notes, chronologie, bibliographie et index par Adeline Wrona [1],[2],[3], Flammarion, coll. « GF », 2011, 387 p. (ISBN 978-2-08071280-6)
- Adeline Wrona, Edmond et Jules de Goncourt, Charles Demailly : présentation, notes, chronologie par Adeline Wrona[4], Flammarion, coll. « GF », 2007 (ISBN 978-2-08071280-6)
- Adeline Wrona, Émile de Girardin : Le Napoléon de la presse, Paris, Gallimard, coll. « Hors série Connaissance », 2024, 256 p. (ISBN 978-2073049940, présentation en ligne)